# Boesenbergia xiphostachya
Boesenbergia xiphostachya är en enhjärtbladig växtart som först beskrevs av François Gagnepain, och fick sitt nu gällande namn av Ludwig Eduard Loesener. Boesenbergia xiphostachya ingår i släktet Boesenbergia och familjen Zingiberaceae. IUCN kategoriserar arten globalt som livskraftig.
Artens utbredningsområde är Vietnam. Inga underarter finns listade i Catalogue of Life.